# Rione Terra
Il Rione Terra è un agglomerato urbano che costituisce il primo nucleo abitativo di Pozzuoli, nella città metropolitana di Napoli, abitato fin dal II secolo a.C.
Si trova su una piccola altura che domina strategicamente il Golfo di Pozzuoli che permetteva ai suoi abitanti di controllare efficacemente i traffici marittimi e terrestri e di costituire un valido baluardo difensivo.
Il quartiere fu sgomberato nel 1970 in seguito all'allarme degli geologi per la crisi bradisismica in corso dall'anno precedente. Tra le motivazioni che indussero le autorità allo sgombero dell'intero quartiere vi erano anche le precarie condizioni igienico-sanitarie e il cattivo stato di conservazione degli edifici. Ulteriormente danneggiato dal terremoto dell'Irpinia del 1980 e da una nuova recrudescenza del bradisismo negli anni ottanta, l'intero rione è stato per lungo tempo oggetto di restauro e riqualificazione, insieme al complesso sistema di gallerie sottostante che costituiscono il percorso archeologico. 

## Storia

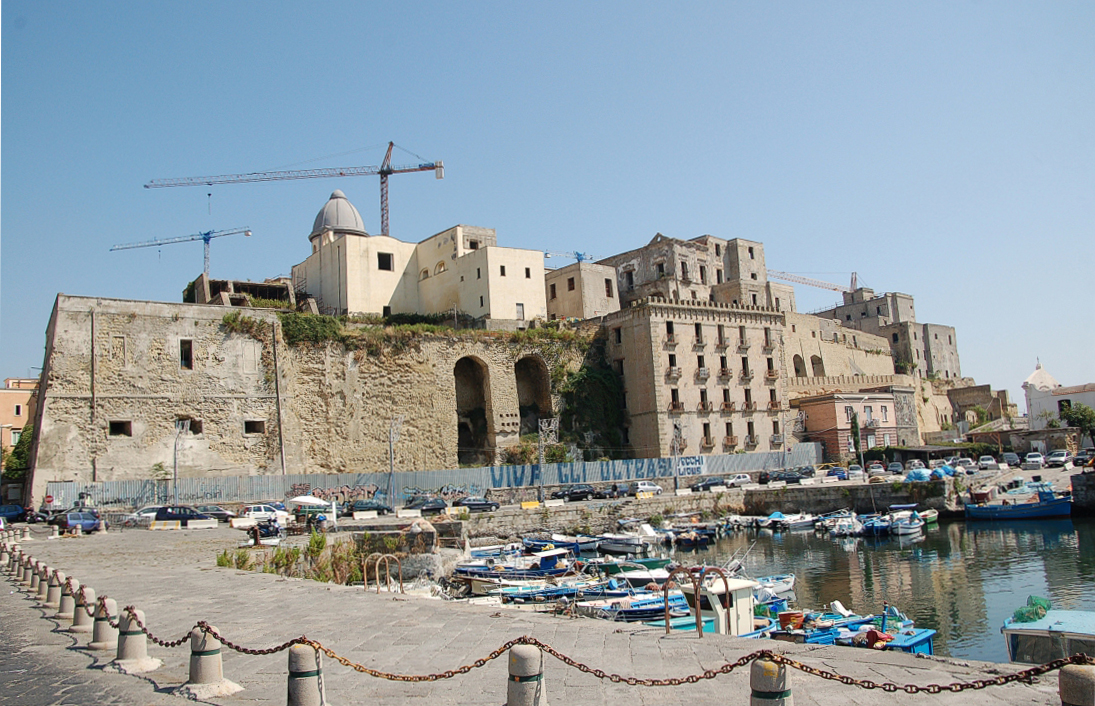
Il Rione Terra visto dalla darsena.

In tutto il territorio puteolano, la rocca del Rione Terra è l'unico luogo che è stato protagonista di tutte le evoluzioni storiche, dai primi anni della colonizzazione greca e romana fino all'epoca moderna. 
Secondo lo storico greco Strabone, la rocca era da considerarsi un approdo dipendente da Cuma e fu qui che nel 529 a.C. con ogni probabilità sbarcarono gli esuli dell'isola di Samo che fondarono la Dicearchia. 
In epoca romana Pozzuoli e la rocca conobbero il loro periodo di maggior splendore. La città, infatti, è stata per secoli, fino alla nascita di Ostia, il maggior porto commerciale di Roma. L'allora Puteoli venne dedotta a colonia romana nel 194 a.C. ed aveva proprio nella rocca il suo cuore pulsante. Con la nascita del porto di Ostia prima ed il decadimento dell'Impero Romano poi, Pozzuoli (che si estendeva allora fino ai territori della moderna Bacoli) cadde velocemente in declino e si ridusse alla piccola rocca del rione Terra.
Chiusa sulla sommità dell'altura su cui insiste e senza possibilità di espansione al di fuori di essa, la città iniziò quindi a stratificarsi. Le culture che si sono succedute hanno costruito le loro botteghe e le loro abitazioni su quelle che un tempo erano le mura romane.
L'esempio più lampante di questo fenomeno è senza dubbio il duomo della città di Pozzuoli, che fu edificato proprio sulle mura del tempio di Augusto. Il duomo, costruito all'epoca della dominazione spagnola, ingloba il tempio di epoca romana, che a sua volta inglobava un tempio di età repubblicana risalente al 194 a.C., che venne già ristrutturato da Silla nel 78 a.C.
Fino agli anni '60 il Rione Terra era ancora centro pulsante, per quanto popolare, della città ed il passare dei secoli avevano ormai nascosto le costruzioni dei tempi romani. Le prime evacuazioni, date le condizioni precarie degli edifici, ci furono nel 1967 e nel 1969. Il 2 marzo del 1970 la rocca venne evacuata a seguito di uno dei frequenti sciami bradisismici della storia di Pozzuoli, portando al suo abbandono completo. Nei primi anni '90 iniziarono i lavori di restauro e di riqualificazione integrale di tutto il rione che riportarono alla luce anche numerose testimonianze del passato romano della città.
A seguito dell'abbandono del quartiere, esso cadde in condizioni ancora più precarie, tra famiglie che vi ritornavano ad abitare occupando abusivamente locali, edifici rimasti pericolanti lasciati alla mercé sia degli eventi naturali sia del vandalismo. A spingere per il salvataggio del Rione, in concerto con l'amministrazione locale (seppur quest'ultima impegnata con gli eventi bradisismici che seguirono e quindi alla gestione di situazioni come la costruzione del Rione Toiano per gli sfollati proprio del Rione Terra e poi di Monterusciello), vi fu anche il Vescovo di Pozzuoli, Salvatore Sorrentino, che fu per lungo tempo l'unico abitante rimasto del Rione (che fu pure parzialmente murato per tamponare il vandalismo, isolandolo) e che si impegnò fino al 1980 per il salvataggio delle opere artistiche.
Per evitare speculazioni, nel 1975 il Comune di Pozzuoli acquistò i terreni del Rione Terra, e nel 1979 iniziarono le prime ristrutturazioni. Il Terremoto dell'Irpinia del 1980 e la susseguente speculazione edilizia (compresa la costruzione di Monterusciello) fermò queste ristrutturazioni, che ripresero agli inizi degli anni 2000.
Riaperto al pubblico nell'anno 2014, il sito è stato per molti anni in fase di ristrutturazione. Sono aperte al pubblico solo alcune aree esterne (vicoli e belvedere panoramico), il Duomo, il Museo Diocesano ed il parco archeologico.
Nel 2023 è stato inaugurato un ascensore che collega il Rione Terra con la zona sottostante di Pozzuoli, suo attuale centro storico e commerciale.

## Il percorso archeologico
Scavato nella roccia tufacea è presente un intero percorso archeologico perfettamente conservato dell'antica città romana di Puteoli, fondata nel 194 a.C. Varcando il portale di Palazzo De Fraja-Frangipane si accede al sito archeologico; camminando lungo il decumanus maximus fino all’incrocio con il cardo cosiddetto di San Procolo, è possibile rivivere vicende e ambienti, grazie ai pannelli disseminati lungo il percorso archeologico. Sono visibili numerosi edifici, i depositi di grano, il forno per la lavorazione e la cottura del pane (pistrinum) con le macine quasi intatte, i criptoportici, le botteghe e i magazzini.
Il 27 luglio 2021 è stato inaugurato l’ampliamento del percorso archeologico, con i nuovi tratti corrispondenti a due dei principali assi viari della città romana: la parte finale del cardo di via San Procolo e il decumano di via Duomo, a Nord della Cattedrale, il cui allineamento è ricalcato esattamente dalla strada moderna che corre di qualche metro più in alto.
Completano il percorso il podio in tufo del Capitolium, il principale edificio di culto della colonia romana del 194 a.C., inglobato nel tempio marmoreo di Augusto sotto la Cattedrale, e un piccolo Museo dell’opera che ne ripercorre la storia.